# Qualificazioni al campionato mondiale femminile di pallavolo 2014 (NORCECA)
Le qualificazioni per il campionato mondiale femminile di pallavolo 2014 dell'America del Nord mettono in palio 5 posti per il campionato mondiale femminile di pallavolo 2014. Delle 35 squadre nordamericane appartenenti alla NORCECA e aventi diritto di partecipare alle qualificazioni, ne partecipano 31.

## Prima fase

### Squadre partecipanti
| - Anguilla - Antigua e Barbuda - Aruba - Bahamas - Barbados - Belize - Bermuda - Bonaire - Costa Rica - Dominica - El Salvador - Giamaica - Grenada - Guadalupa - Guatemala - Haiti | - Honduras - Isole Cayman - Isole Vergini Americane - Isole Vergini Britanniche - Martinica - Nicaragua - Panama - Saint Kitts e Nevis - Saint-Martin - Saint Vincent e Grenadine - Saint Lucia - Sint Eustatius - Sint Maarten - Suriname - Trinidad e Tobago |

### Gironi
| Girone A                                     | Girone B                                                          | Girone C                                        | Girone D                                          |
| -------------------------------------------- | ----------------------------------------------------------------- | ----------------------------------------------- | ------------------------------------------------- |
| Bahamas Guadalupa Suriname Trinidad e Tobago | Grenada Saint Vincent e Grenadine Saint Lucia Sint Eustatius      | Curaçao Haiti Isole Vergini Americane Martinica | Anguilla Bermuda Saint Kitts e Nevis Sint Maarten |
| Girone E                                     | Girone F                                                          | Girone G                                        | Girone H                                          |
| Aruba Barbados Isole Cayman Giamaica         | Antigua e Barbuda Dominica Isole Vergini Britanniche Saint-Martin | Belize Bonaire El Salvador Panama               | Guatemala Honduras Nicaragua                      |

## Seconda fase

### Squadre partecipanti
- Anguilla
- Antigua e Barbuda
- Aruba
- Barbados
- Belize
- Bermuda
- Curaçao
- Dominica
- El Salvador
- Giamaica
- Grenada
- Guadalupa

- Guatemala
- Haiti
- Honduras
- Isole Vergini Americane
- Isole Vergini Britanniche
- Nicaragua
- Panama
- Saint Kitts e Nevis
- Saint Vincent e Grenadine
- Saint Lucia
- Suriname
- Trinidad e Tobago

### Gironi
| Girone I                                      | Girone J                                     | Girone K                                                                                |
| --------------------------------------------- | -------------------------------------------- | --------------------------------------------------------------------------------------- |
| Anguilla Barbados Honduras Trinidad e Tobago  | Antigua e Barbuda Belize Curaçao Saint Lucia | El Salvador Isole Vergini Americane Isole Vergini Britanniche Saint Vincent e Grenadine |
| Girone L                                      | Girone M                                     | Girone N                                                                                |
| Aruba Guadalupa Guatemala Saint Kitts e Nevis | Bermuda Giamaica Nicaragua Suriname          | Dominica Grenada Haiti Panama                                                           |

## Terza fase

### Squadre partecipanti
- Barbados
- Canada
- Costa Rica
- Cuba
- Curaçao
- El Salvador
- Giamaica
- Guadalupa
- Guatemala
- Haiti

- Honduras
- Isole Vergini Americane
- Messico
- Nicaragua
- Panama
- Porto Rico
- Rep. Dominicana
- Saint Lucia
- Stati Uniti
- Trinidad e Tobago

### Gironi
| Girone O                                   | Girone P                                        | Girone Q                             |
| ------------------------------------------ | ----------------------------------------------- | ------------------------------------ |
| Stati Uniti Guatemala Panama Honduras      | Rep. Dominicana Nicaragua El Salvador Guadalupa | Cuba Trinidad e Tobago Curaçao Haiti |
| Girone R                                   | Girone S                                        |                                      |
| Porto Rico Costa Rica Saint Lucia Barbados | Canada Messico Isole Vergini Americane Giamaica |                                      |